# Farsley Celtic Association Football Club
Maillots
Le Farsley Celtic Association Football Club est un club de football anglais basé à Farsley et disparu en mars 2010.
En 2010, le club est recréé sous le nom de Farsley Celtic FC.